# 黄山馆镇
黄山馆镇，是中华人民共和国山東省烟台市龙口市下辖的一个乡镇级行政单位。

## 行政区划
黄山馆镇下辖以下地区：
黄山一村、馆前王家村、馆前于家村、馆前邹家村、馆前陈家村、前徐家村、后徐家村、岭西村、建新村、隋家庄村、大脉村、店子村、黄山二村、黄山三村、黄山四村、隋家村、马家村、姚家村、臧格庄村、大泊子村和塂下刘家村。